# مسعود بوسلمانيا
مايا عريز طامزة هو اسمٌ مستعار للكاتب مسعود بوسلمانيا، (من مواليد 27 تشرين الأول/أكتوبر 1957) وهو كاتب جزائري.

## الحياة المُبكّرة والتعليم
وُلد مسعود بوسلمانيا (أو مايا عريز طامزة) في منطقة الأوراس بالجزائر وجاء إلى مرسيليا عام 1963. هو أحد مؤسسي مسرح Théâtre des Sept Chandelles في موبورجي.

## قائمة أعماله
هذه قائمةٌ بأبرز أعمال الكاتب الجزائر مسعود بوسلمانيا:
- Lune et Orian (تُرجم للعربيّة تحت عنوان الحكاية الشرقية فيما صدر الكتاب الأصلي عام 1987)
- أومبريس (رواية صدرت عام 1989)
- Quelque part en Barbarie (رواية صدرت عان 1993)
- لو سوبير دو موري (يُترجم حرفيًا للعربيّة تحت عنوان تنهد المور، فيما صدر الكتاب الأصلي عام 2001 [مسرحيّة])
- Les sept perles du sou (رواية صدرت عام 2009 وهي أشهر أعمال الكاتب الجزائري)